# Châteauguay—Les Jardins-de-Napierville
Circonscription électorale fédérale du Canada
Châteauguay—Les Jardins-de-Napierville, (auparavant Châteauguay—Lacolle) est une circonscription électorale fédérale au Québec, dans la région de la Montérégie, élisant un représentant à la Chambre des communes du Canada. 

## Histoire
La circonscription de Châteauguay—Lacolle est créée lors du redécoupage électoral de 2013. Elle comprend la partie est de l'ancienne circonscription de Beauharnois-Salaberry ainsi que la partie ouest de l'ancienne circonscription de Châteauguay—Saint-Constant.
À la suite des élections fédérales de 2021, le résultat est particulièrement serré dans la circonscription et est l'un des derniers donné comme définitif. Le candidat du Bloc québécois, Patrick O'Hara l'emporte avec 286 voix sur la députée libérale sortante, Brenda Shanahan. Celle-ci demande toutefois un recomptage judiciaire, qui entraîne un revirement de situation : elle remporte finalement l'élection avec une très faible avance de douze voix sur son concurrent bloquiste.
En 2023, après le redécoupage électoral, la circonscription est renommée Châteauguay—Les Jardins-de-Napierville, et élargie de la partie sud-est de la circonscription de Salaberry—Suroît qui est renommée Beauharnois—Salaberry—Soulanges—Huntingdon. Le nouveau redécoupage prend effet lors des élections fédérales canadiennes de 2025.

## Géographie
La circonscription de Châteauguay—Les Jardins-de-Napierville comprend :
- la municipalité régionale de comté des Jardins-de-Napierville ;
- la partie de la municipalité régionale de comté de Beauharnois-Salaberry constituée des municipalités de Sainte-Martine et de Saint-Urbain-Premier ;
- la partie de la municipalité régionale de comté de Roussillon constituée des villes de Châteauguay, Léry et Mercier, et de la municipalité de paroisse de Saint-Isidore ;
- la partie de la municipalité régionale de comté de Le Haut-Saint-Laurent constituée des municipalités de Franklin, de Howick et de Saint-Chrysostome, de la municipalité de paroisse de Très-Saint-Sacrement, et de la municipalité de canton de Havelock.

Les circonscriptions limitrophes sont Salaberry—Suroît, Vaudreuil—Soulanges, Saint-Jean, La Prairie, Lac-Saint-Louis et Dorval—Lachine—LaSalle.

## Députés
| Législature                                                                      | Années        | Député           | Parti | Parti   |
| -------------------------------------------------------------------------------- | ------------- | ---------------- | ----- | ------- |
| Châteauguay—Lacolle issue de Beauharnois—Salaberry et Châteauguay—Saint-Constant |               |                  |       |         |
| 42e                                                                              | 2015–2019     | Brenda Shanahan  |       | Libéral |
| 43e                                                                              | 2019–2021     | Brenda Shanahan  |       | Libéral |
| 44e                                                                              | 2021–2025     | Brenda Shanahan  |       | Libéral |
| Châteauguay—Les Jardins-de-Napierville                                           |               |                  |       |         |
| 45e                                                                              | 2025–en cours | Nathalie Provost |       | Libéral |